# 奉宸苑卿
奉宸苑卿，為清朝掌管奉宸苑事務之主管職官，正三品，員額2人，其中1人由侍衛選補，1人由內務府司員升補。

## 建置
康熙二十三年（1684年）設立奉宸苑，設置郎中1人，仍以總管內務府大臣1人掌印信、總管事務。雍正六年（1728年）設奉宸苑堂官，定為三品卿職。乾隆十四年（1749年），定奉宸苑卿員額2人，仍簡派管理奉宸苑事務大臣管轄。
奉宸苑卿掌管苑屬郎中、員外郎、主事、苑丞、苑副、委署苑副、筆帖式等官遷授陞除，總理皇家苑囿園林、行宮事務，草皮、圍牆、樹木、牲獸之修葺維護，包含景山、瀛臺、長河行宮、玉泉山、稻田廠、南苑、南紅門行宮、闡福寺、樂善園、永安寺、正覺寺、萬壽寺、倚虹堂、極樂世界、萬佛樓、釣魚臺、西苑三海、天壇齋宮、團河行宮、圓明園、暢春園、清漪園。其中玉泉山稻田厰、圓明園、暢春園、清漪園等處，奉宸苑卿會同總管圓明園事務大臣、管理清漪園事務大臣、管理暢春園事務大臣共同管理。